# Arapya
Arapya (en bulgare : Арапя) est une station balnéaire de la province de Bourgas en Bulgarie, située juste au nord de la ville de Tsarévo.

## Histoire
En septembre 2023, la tempête Daniel provoque des inondations qui submerge le village et entraîne l'évacuation des touristes.